# Iona (альбом)
Iona (с англ. — «Иона») — дебютный студийный альбом прогрессивной кельтской рок-группы Iona, вышедший в 1990 году.

## Об альбоме
Iona записан в 1990 году. Альбом записывался в пяти студиях:
- Studio 3, Лидс. Звукорежиссёр Стив Ли, звукооператор Роб Прайс
- Wildlife Studio, Ипсуич. Звукорежиссёр Найджел Палмер
- The Field, Дербишир. Звукорежиссёр Нейл Костелло
- Square One, Ланкашир. Звукорежиссёры Стив Бойс-Бакли и Клифф Хьюитт
- Cavalier Studio, Стокпорт. Звукорежиссёр Джон Харрисон

Диск был ремастирован и переиздан для коллекционного издания The River Flows: Anthology Vol. 1 в 2002 году. Некоторые песни были перезаписаны. В 2003 году выпущен отдельно на лейбле Open Sky Records.

## Список композиций
1. «Turning Tide» — 1:25 (2:04) *
2. «Flight of the Wild Goose» — 6:00 (6:13) *
3. «The Island» — 5:10 (5:15) *
4. «White Sands» — 3:36
5. «Dancing on the Wall» — 4:32 (5:10) *
6. «A’mmachair» — 5:29 (7:09) *
7. «Vision of Naran» — 5:49 (6:09) *
8. «Beijing» — 5:15
9. «Iona» — 3:43 (4:14) *
10. «Trilogy» — 8:35 (8:54) *
11. «Here I Stand» — 2:36
12. «Columcille» — 3:22

Символом (*) отмечены треки, перезаписанные для коллекционного издания 2002 года и переиздания альбома в 2003 году. Продолжительность песен в скобках указана для ремастированного издания.

## Участники записи
Группа
- Джоанна Хогг (Joanne Hogg[англ.]) — вокал, клавишные, гитары
- Дэйв Бэйнбридж (Dave Bainbridge[англ.]) — гитара, клавишные
- Дэвид Фицджеральд (David Fitzgerald[англ.]) — саксофоны, флейта, флейта-пикколо, китайские флейты, флажолет, блокфлейта, ирландский вистл

Гости
- Тэрл Брайант (Terl Bryant[англ.]) — барабаны, перкуссия
- Тим Хайнс (Tim Hines) — перкуссия
- Тим Харрис (Tim Harries) — бас-гитара, контрабас
- Трой Донокли (Troy Donockley) — ирландская волынка
- Питер Витфилд (Peter Whitfield[англ.]) — скрипка, альт
- Иен Томас (Ian Thomas) — голос в Columcille

## Некоторые издания альбома
- 1990, Великобритания, What Records WHAR 1266, июнь 1990, LP
- 1990, Великобритания, What Records WHAD 1266, июнь 1990, CD
- 1990, Великобритания, What Records WHAC 1266, июнь 1990, аудиокассета
- 1990, США, Forefront Records FFD-2700, июнь 1990, CD
- 2003, Великобритания, Open Sky Records OPENVP1CD, 3 ноября 2003, CD